# P/2018 H2 (PANSTARRS)
P/2018 H2 (PANSTARRS) — одна з комет сімейства Юпітера. Відкрита 16 квітня 2018 року; була 19.9m на час відкриття.